# 테크트랜스
주식회사 테크트랜스(영어: Tech Trans)는 대한민국의 비철금속 표면처리 기업이다.

## 역사
2011년 4월 25일 설립되어 2018년 7월 13일 코넥스 시장에 상장하였고 2022년 세라젬으로부터 16억 원의 투자를 받았다.